# نظریه چرخه واقعی کسب‌وکار
نظریهٔ چرخهٔ واقعی کسب‌وکار (RBC) یک بخش از مدل‌های اقتصاد کلان نئوکلاسیک است که در آن تا حد زیادی می‌توان نوسانات چرخهٔ کسب و کار را برای محاسبه واقعی (در مقایسه با اسمی) شوک استفاده کرد. بر خلاف دیگر نظریه‌های چرخه‌های تجاری پیشرو، نظریه‌های RBC نوسانات چرخه کسب و کار را به عنوان پاسخی کارامد به تغییرات برون زا در محیط اقتصادی می‌بیند. از این رو، سطح تولید ملی، مطلوبیت انتظاری را لزوماً حداکثر می‌کند و به این دلیل دولت‌ها باید بر روی تغییرات بلندمدت ساختاری سیاست و نه مداخله از طریق سیاست‌های احتیاطی مالی یا پولی، که به‌طور فعالانه برای ملایم کردن نوسانات اقتصادی طراحی شده است، تمرکز کنند.
بر اساس نطریهٔ چرخهٔ واقعی کسب و کار (RBC)، چرخه‌های کسب و کار، واقعی هستند از آن رو که شکست بازار در رسیدن به تعادل را نشان نمی‌دهند، اما در مقابل کاراترین عمل اقتصادی ممکن را با استفاده از ساختار اقتصادی داده شده نشان می‌دهند.

## چرخه‌های کسب و کار
با نگاهی به داده‌های بلند مدت متغیرهای کلان اقتصادی مانند تولید کل، می‌توان مشاهده کرد که بسیاری از اقتصادهای توسعه یافته یک رشد متوسط پایدار را شاهد هستند اما این منحنیها نوسانات کوتاه مدتی را نیز در برمی‌گیرند. از این رو می‌توان حرک بلند مدت اقتصادی را از طریق نگاه به رشد متوسط پیش‌بینی کرد اما نوسانات اقتصادی که در دوره‌های کوتاه مدتتر رخ می‌دهند و به چرخه‌های کسب و کار مشهورند غیرقابل پیش‌بینی به نظر می‌رسند. این نوسانات اقتصادی دوره‌های رشد و رکود را تشکیل می‌دهند. در این نگاه اقتصادی ریشه نوسانات کلان و کوتاه مدت شوکهای تکنولوژی می‌باشند.

## نقد
مهم‌ترین نقدی که به این نظریه وارد است از آنجا ناشی می‌شود که توضیح دادن شوک‌های منفی بهره‌وری جز در موارد محدودی مثل شوک به قیمت حاملهای انرژی ممکن نیست، در حالی که در این نظریه دلیل اصلی تغییرات و نوسانات اقتصادی شوک‌های تکنولوژی هستند. به علاوه این نظریه نمی‌تواند اهمیت چندانی برای سیاست پولی قائل باشد، زیرا دلیل اصلی نوسانات اقتصادی عللی ساختاری دارد و با شوکهای پولی قابل تغییر نیست، در حالی که سیاستهای پولی می‌توانند بر دستمزدها و قیمتها اثر گذاشته و اقتصاد را به سمت نقطه تعادل هدایت کنند.
نظریهٔ چرخهٔ واقعی کسب و کار بر سه فرض استوار است که به نظر اقتصاددانانی مثل گرگوری منکیو و لری سامرز، فروضی غیر واقعی هستند:
1. این مدل بر اساس تغییرات آنی و بزرگ در تولید تکنولوژی در دسترس بنا شده است.
2. بیکاری نشان دهندهٔ تعداد افرادی است که می‌خواهند کار کنند. پاول کروگمن اشاره می‌کند که این فرض بدین معناست که ۲۵٪ نرخ بیکاری در اوج رکود بزرگ (۱۹۳۳) از نتایج تصمیم جمعی برای گرفتن مرخصی طولانی مدت بوده است.[۲]
3. سیاست پولی را غیر مرتبط با نوسانات اقتصادی در نظر گرفته می‌شود.